# Escut de Santa Fe del Penedès
L'escut oficial de Santa Fe del Penedès té el següent blasonament:
Escut caironat: d'argent, una graella de sable amb el mànec a la punta; ressaltant sobre el tot una palma de sinople en faixa. Per timbre una corona mural de poble.

## Història
Va ser aprovat l'11 de maig de 1994 i publicat al DOGC el 27 de maig del mateix any amb el número 1901.
La graella i la palma són els senyals tradicionals del poble, i són l'atribut de santa Fe, patrona de la localitat.